# Franco Maina
Franco Maina (* 1938; † 2019) war ein italienischer Automobildesigner und bildender Künstler. Im Automobilbereich war er fast drei Jahrzehnte für das piemontische Karosseriebauunternehmen Fissore tätig.

## Biografie
Franco Maina trat 1955 im Alter von 17 Jahren als Lehrling in das Karosseriebauunternehmen Fissore in Savigliano ein, das 1920 gegründet worden war und ununterbrochen – seit 1959 in zweiter Generation – als Familienbetrieb geführt wurde. 1959 übernahm Maina die Leitung der Designabteilung. Er blieb 28 Jahre in leitender Funktion bei Fissore. Als 1976 ein Teil der Familie Fissore nach einem Erbschaftsstreit das Konkurrenzunternehmen Rayton Fissore gründete, blieb Maina im Stammbetrieb, der inzwischen weitgehend vom Schweizer Sportwagenhersteller Monteverdi abhängig war. Mit der Insolvenz und der Auflösung Fissores 1984 endete auch Mainas Tätigkeit als Automobildesigner. Bis in die frühen 1990er-Jahre arbeitete er als Einkäufer bei einem Unternehmen in Moretta, bevor er im Alter von 53 Jahren in Rente ging. In seinem Ruhestand war Maina neun Jahre lang in Teilzeit für ein Architekturbüro tätig, das alte Häuser renovierte, bevor er für zwei Jahre eine Dozentenstelle am Centro Europeo Modellismo Industriale in Savigliano innehatte. Nachdem er sich von einem Herzinfarkt erholt hatte, betätigte er sich ab 2012 als bildender Künstler.
Einer Quelle zufolge starb Maina 2019.

## Werk
Als Maina 1959 Fissores Designabteilung übernahm, befand sich das Unternehmen am Beginn einer Neuausrichtung. Während es nach dem Ende des Zweiten Weltkriegs vor allem Sonderaufbauten für Fiat-Fahrgestelle entworfen und gebaut hatte, öffnete sich Fissore nach dem Wechsel der Unternehmensleitung zu Beginn der 1960er-Jahre auch für andere Hersteller. Zu den ersten internationalen Kunden Fissores gehörte die brasilianische DKW-Tochter Vemag; im Laufe des Jahrzehnts kamen unter anderem Alpine, Elva, TVR und Monteverdi hinzu. Maina begleitete diesen Prozess. Unter seiner Leitung arbeiteten verschiedene Designer, darunter Mario und Paolo Fissore, aber auch Selbständige wie Trevor Fiore und Pio Manzù. Die Urheberschaft einiger Fissore-Entwürfe aus den 1960er-Jahren ist eindeutig Maina zuzuschreiben, andere wie etwa den Elva GT 160 oder Alpine A310 entwarfen Fiore und andere Designer unter Mainas Leitung.
Zu den von Maina selbst entworfenen Autos gehören mehrere Coupés und Cabriolets für OSCA und Fiat sowie der DKW-Vemag Fissore. Auch die Karosserie des Vallelunga, des ersten in Serie gefertigten Straßensportwagens von De Tomaso, entwarf Maina für Fissore. Dort entstanden auch die ersten beiden Prototypen. Wider Erwarten beauftragte De Tomaso allerdings nicht Fissore mit der Serienfertigung, sondern die Carrozzeria Ghia, die Mainas Entwurf ohne stilistische Änderungen übernahm. Ob auch die Fissore-Version des Monteverdi High Speed 375 von Maina entworfen wurde, ist unklar. In den 1970er-Jahren erlangte der von Maina entworfene Fissore Scout auf Fiat-127-Basis einige Bekanntheit. Zu Mainas letzten Arbeiten für Fissore gehört die Schräghecklimousine Macho auf Ford-Granada-Basis, die Peter Monteverdi übernahm und in einer zweitürigen Version 1980 als Monteverdi-Prototyp präsentierte.

## Galerie: Entwürfe von Franco Maina

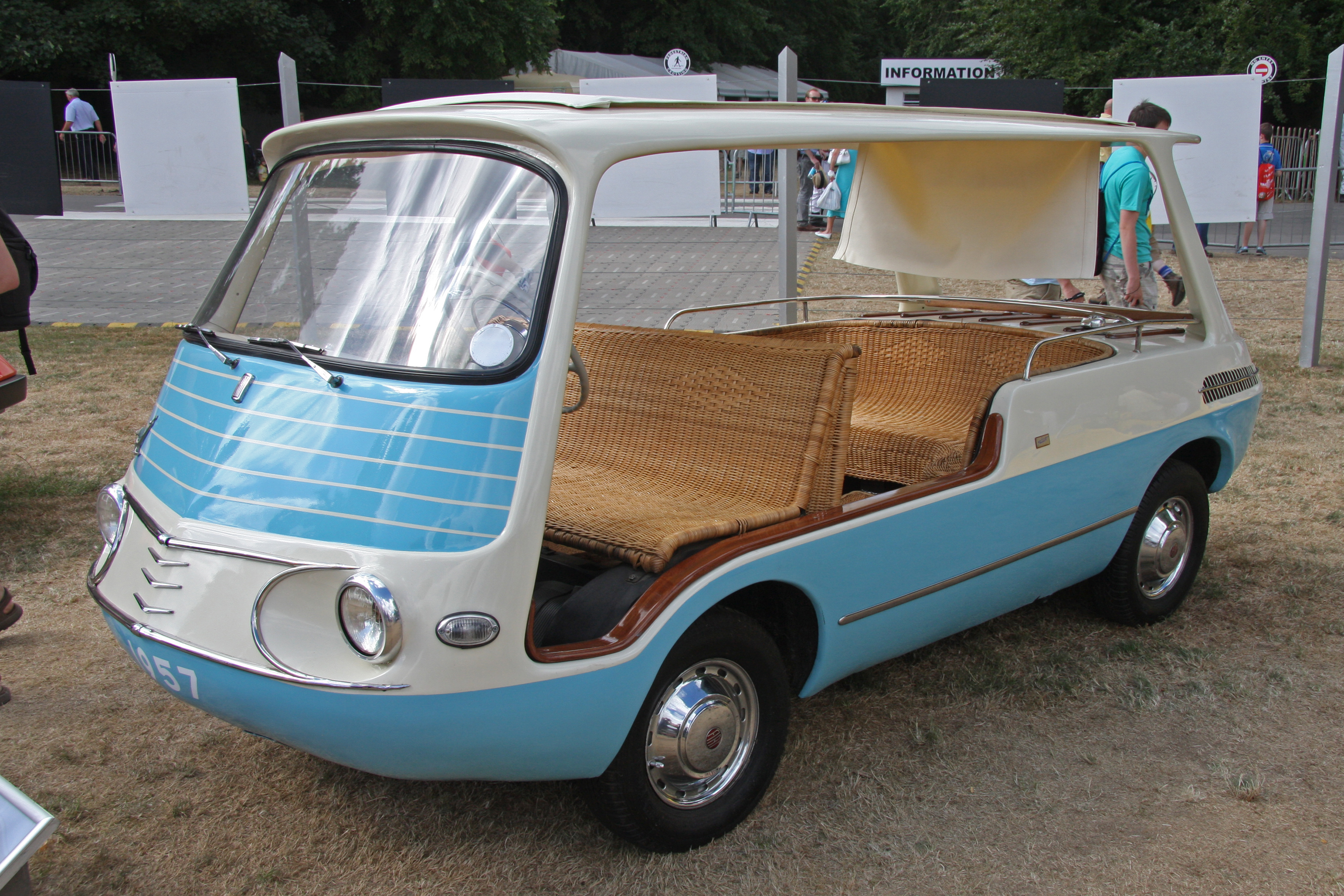
Fiat 600 Multipla Marinella
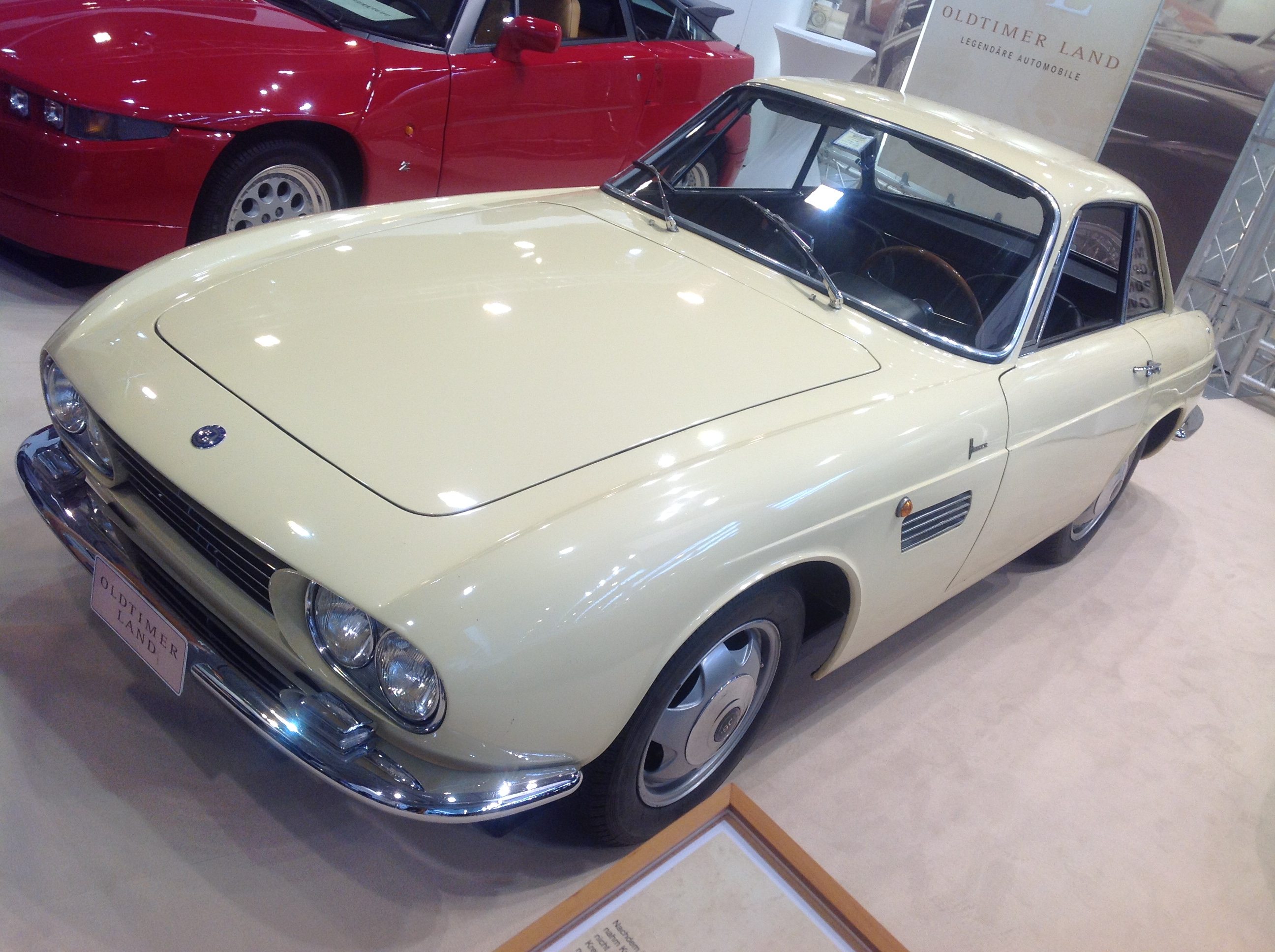
OSCA 1600 GT2 Fissore
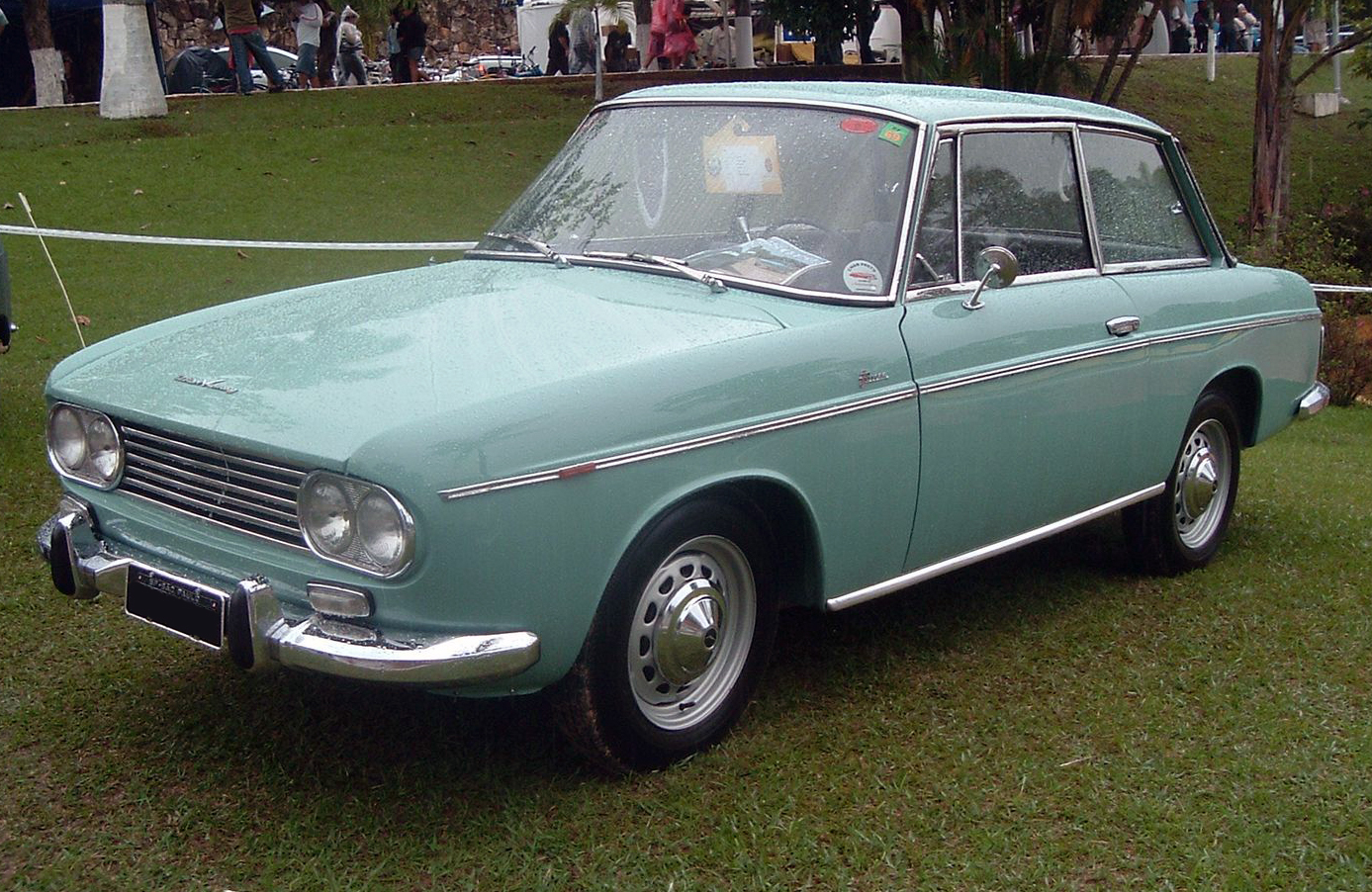
DKW-Vemag Fissore
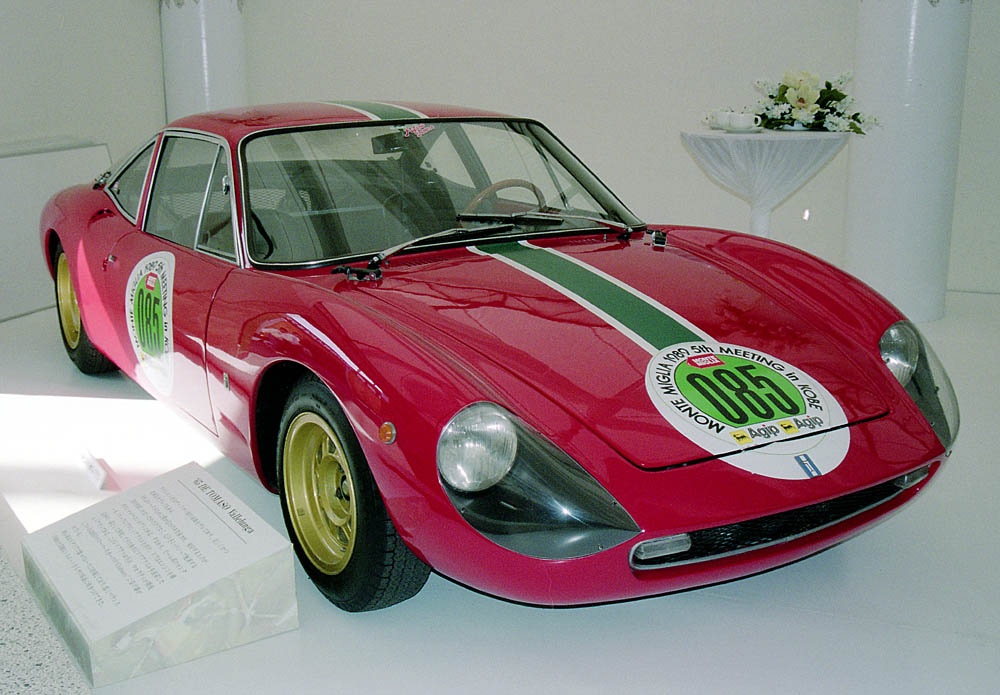
De Tomaso Vallelunga